# Sushil Kumar

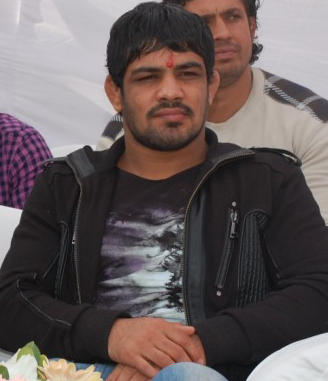

Sushil Kumar (26 de mayo de 1983) es un luchador indio, campeón del mundo que ganó la medalla de oro en los 66 kg de la competencia de estilo libre en el Campeonato Mundial de Lucha Libre 2010, una medalla de plata masculina en el evento de los 66kg Lucha libre en los Juegos Olímpicos de Londres 2012 y una medalla de bronce masculina en los 66kg Lucha libre en los Juegos Olímpicos de Pekín 2008, que le hizo el primer indio en ganar espalda con espalda individual la medalla olímpica. Sushil Kumar compitió contra Tatsuhiro Yonemitsu de Japón en la final de las Olimpiadas de Londres. Kumar derrotó a Leonid Spiridonov de Kazajistán en la ronda de repechaje para ganar la medalla de bronce en los Juegos Olímpicos de Beijing. Esta fue la segunda medalla para la India en la lucha libre, y la primera desde la medalla de bronce de KD Jadhav en los Juegos Olímpicos de Helsinki 1952. En julio de 2009, recibió el Rajiv Gandhi Khel Ratna - honor más alto de la India para los deportistas. El 3 de octubre de 2010, Sushil Kumar fue el portador relevo definitivo que entregó el bastón de la Reina con el príncipe Carlos en el relevo del bastón de la Reina para los Juegos de la Mancomunidad de 2010 en la Ceremonia de apertura.